# José Luis Abajo
José Luis "Pirri" Abajo Gómez (* 22. července 1978 Madrid, Španělsko) je bývalý španělský sportovní šermíř, který se specializoval na šerm kordem. Španělsko reprezentoval v prvních letech nového tisíciletí. Na olympijských hrách startoval v roce 2008 a v soutěži jednotlivců vybojoval bronzovou olympijskou medaili. V roce 2009 obsadil v soutěži jednotlivců třetí místo na mistrovství světa. Se španělským družstvem kordistů vybojoval druhé místo na mistrovství světa v roce 2006 a dvě druhá místa na mistrovství Evropy v letech 2000 a 2014.